# Baccharis
Baccharis ist eine Pflanzengattung innerhalb der Familie der Korbblütler (Asteraceae). Die etwa 430 Arten sind hauptsächlich in der Neuen Welt verbreitet; besonders viele Arten kommen in Südamerika vor und von Mexiko bis Zentralamerika gibt es auch viele, einige Arten treten auch auf karibischen Inseln und in den USA auf.

## Beschreibung

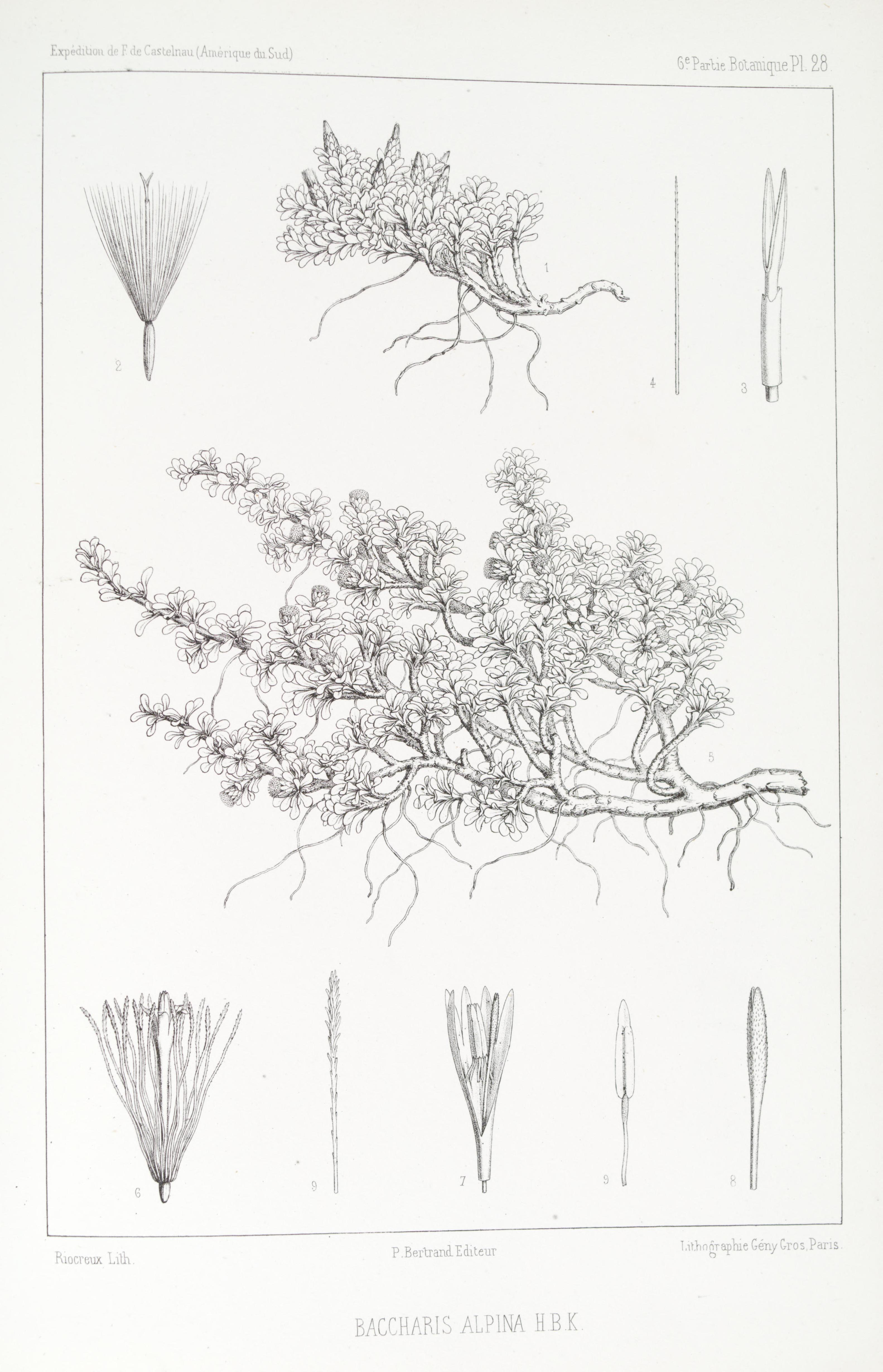
Illustration von Baccharis alpina

### Vegetative Merkmale
Baccharis-Arten wachsen als Sträucher oder ausdauernde krautige Pflanzen. Die wechselständig angeordneten Laubblätter sind einfach.

### Generative Merkmale
Sämtliche Baccharis-Arten sind zweihäusig getrenntgeschlechtig (diözisch).
In rispigen Gesamtblütenständen (Synfloreszenzen) stehen die körbchenförmigen Blütenstände zusammen. Die Hüllblätter überdecken sich dachziegelartig und die äußeren sind kleiner als die inneren. Der Korbboden ist oft grubig und es sind keine Spreublätter vorhanden. Die Blütenkörbe enthalten entweder nur weibliche oder nur männliche, meist weiße oder rosafarbene Röhrenblüten (= Scheibenblüten). Zungenblüten sind nicht vorhanden. Die fünflappige Krone ist bei den weiblichen Blüten schlank und bei den männlichen röhrig. Die Staubblätter sind stumpf. Die Verzweigungen der Griffel sind schmal oder pfriemlich, bei den fertilen Blüten glatt und herausragend, bei den sterilen Blüten rudimentär und an der Spitze mit einem ovalen behaarten Anhängsel versehen.
Die mehr oder weniger abgeflachten Achänen sind gerippt und besitzen einen reichlich behaarten Pappus. Bei den sterilen Blüten gibt es nur einen kurzen Pappus.

## Ökologie
Die Bestäubung erfolgt durch Insekten, insbesondere Arten von Bienen, Fliegen und Wespen, aber auch Käfern und Tagfaltern.

## Trivialnamen
In den USA werden einige Baccharis-Arten örtlich broom („Besen“) genannt, was auch die Bezeichnung für den nicht verwandten Besenginster ist. In spanischer Sprache heißen sie romerillo („kleiner Rosmarin“). In den Anden heißen die Baccharis-Arten auf Quechua unter anderem ch'illka (auch chillka oder chilka, daraus lokal spanisch chilca), t'ula (thula) oder tayanka (tayanqa), wobei auch für ein und dieselbe Art mehrere dieser Namen gültig sein können.

## Nutzung
Auf Grund ihres festen, biegsamen Holzes dienen mehrere Baccharis-Arten als Heckenpflanzen zur Brechung des Windes. Andere Arten sind auf Grund ihres Nektarreichtums für die Bienenzucht bzw. Honigproduktion interessant.
Auf Grund ihrer festen Wurzeln sind Baccharis-Arten für den Erosionsschutz wichtig und werden deshalb in den Anden auch angepflanzt, darunter Baccharis salicifolia (Quechua ch'illka). Wie schon der englischsprachige Trivialname broom andeutet, werden Baccharis-Arten als Besen verwendet. In manchen indigenen Quechua-Gemeinden der Anden sind sie die einzige zur Besenherstellung verwendete Pflanzenart. Sie haben den Vorteil, dass ihre Blätter auch von der getrockneten Pflanze nicht abfallen, so dass diese Besen gut zum Zusammenkehren gedroschenen Getreides verwendet werden können.
Das Holz wird oft als Brennholz genutzt.
Viele Arten finden auch in der Volksmedizin Verwendung, so etwa die harzreichen Blätter von Baccharis ivaefolia bei Verrenkungen und zur Wundheilung. Aus Ch'illka-Asche wird in den Anden eine Lauge (llipt'a) hergestellt, mit der Koka-Blätter zum Kauen gemischt werden.

## Krankheiten
53 Arten von Rostpilzen wurden auf Arten der Gattung Baccharis gefunden, darunter Puccinia baccharidis, Puccinia evadens, Puccinia baccharidis-multiflorae, Puccinia interjecta  und Puccinia pistorica. Andere pilzliche Erreger auf Baccharis spec. sind Dothidea puccinioides und Phomopsis spec.

## Verbreitung und Gefährdung
Die natürlichen Verbreitungsgebiete der Baccharis-Arten erstrecken sich über weite Teile der Neuen Welt. Einige Arten, insbesondere in den nördlichen Anden, sind durch Zerstörung ihres Lebensraums in ihrem Bestand bedroht. 
Andere Arten sind in Europa (Spanien, Frankreich) und Australien Neophyten und breiten sich als invasive Pflanzenarten aus, so beispielsweise Baccharis halimifolia auf Salzböden nahe der Küste von Südwest-Frankreich. Baccharis halimifolia ist in die „Liste der unerwünschten Arten“ für die Europäische Union aufgenommen worden.

## Systematik
Die Gattung Baccharis wurde 1753 von Carl von Linné in Species Plantarum, Tomus II, 1753, S. 668 aufgestellt. Der Gattungsname Baccharis rührt von Bacchus her, dem Gott des Weines, einer mythologischen Figur der griechischen Antike. Die von Hipólito Ruiz López und José Antonio Pavón y Jiménez 1798 beschriebene, als gegenüber Baccharis eigenständig postulierte Gattung Molina Ruiz & Pav. ist ein Synonym; die an gleicher Stelle beschriebenen Molina-Arten wurden von Christiaan Hendrik Persoon 1807 zur Gattung Baccharis gestellt. Weitere Synonyme für Baccharis L. sind: Sergilus Gaertn., Tursenia Cass., Pingraea Cass., Polypappus Less., Baccharidastrum Cabrera, Pseudobaccharis Cabrera, Psila Phil., Achyrobaccharis Sch. Bip. ex Walp., Baccharidiopsis G.M.Barroso, Neomolina Hellwig nom. illegit. non Honda & Sakis. Der Gattungsname Baccharis L. wurde 1989 durch Frank H. Hellwig mit einer konservierten Typusart Baccharis halimifolia L. konserviert.
Es gibt etwa 354 Baccharis-Arten:

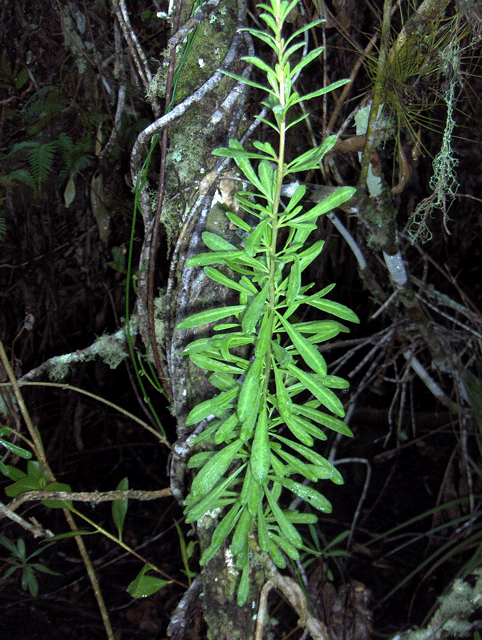
Zweig mit Laubblättern von Baccharis angustifolia

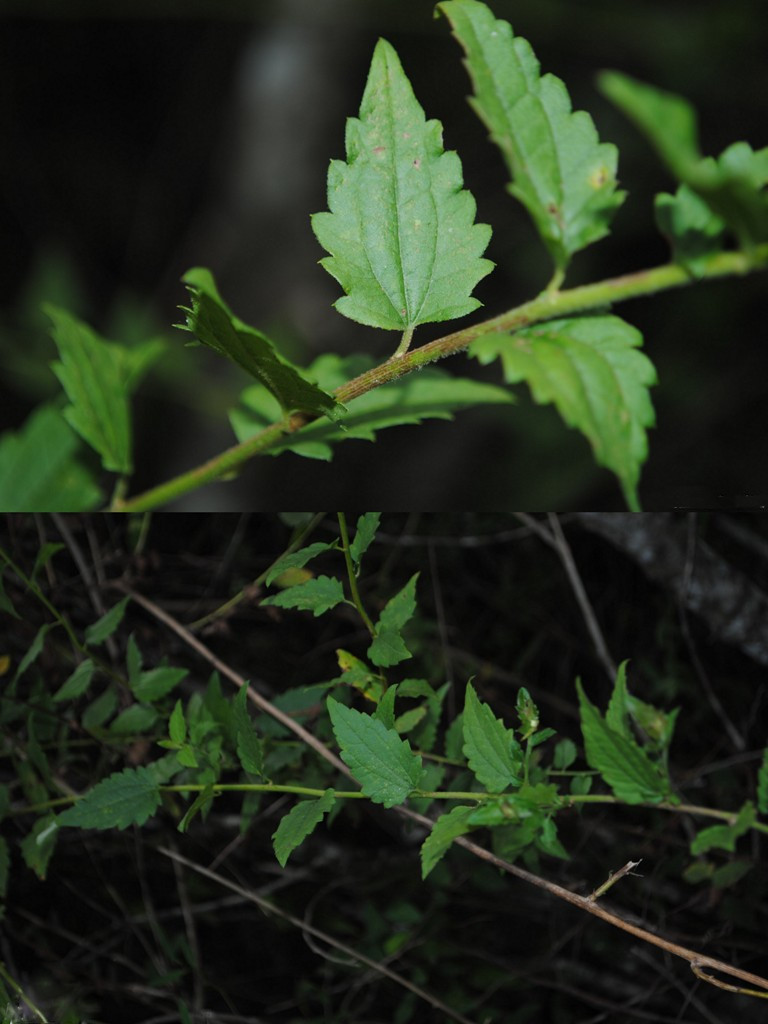
Zweige mit Laubblättern von Baccharis anomala

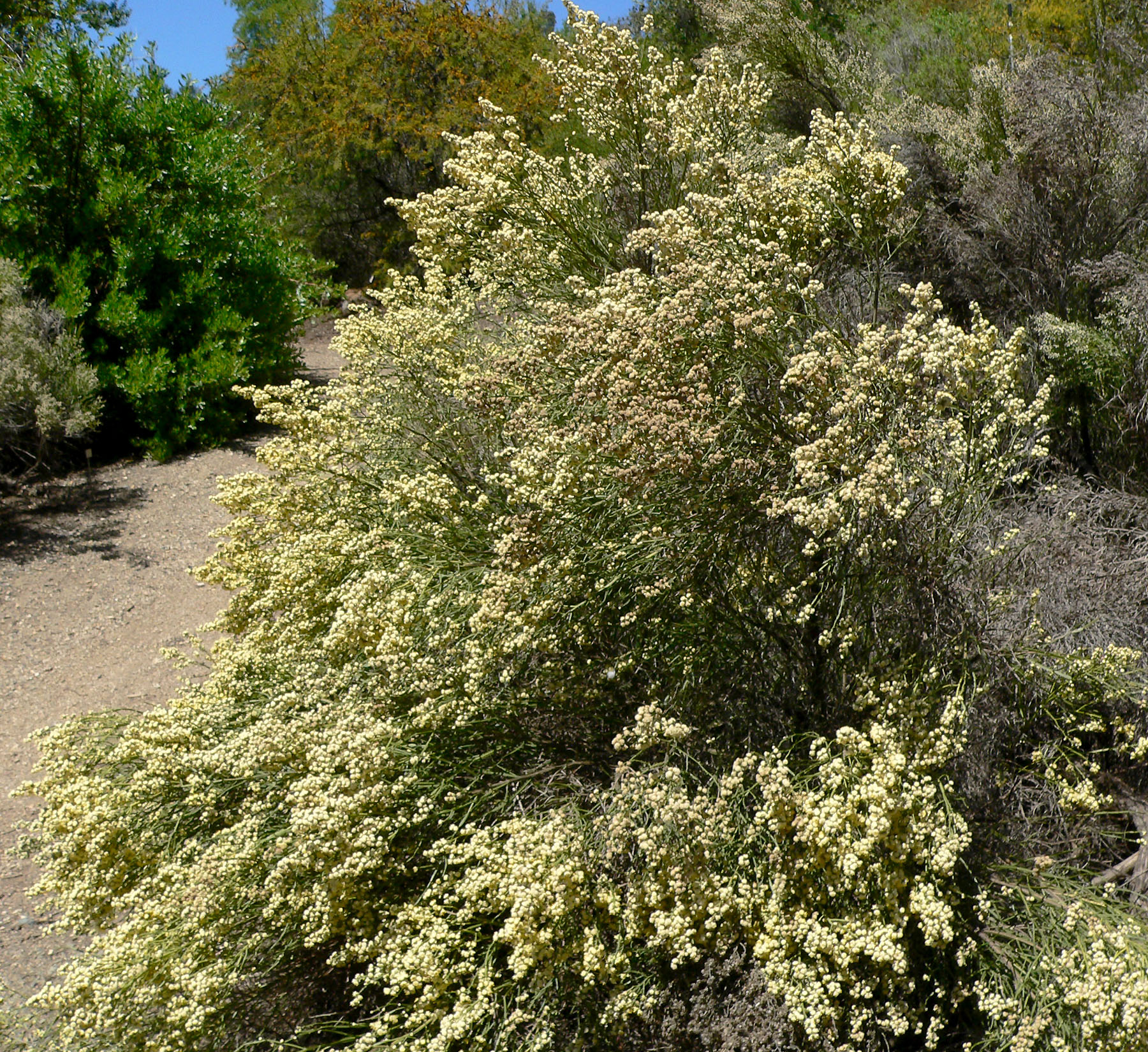
Habitus einer blühenden Baccharis articulata

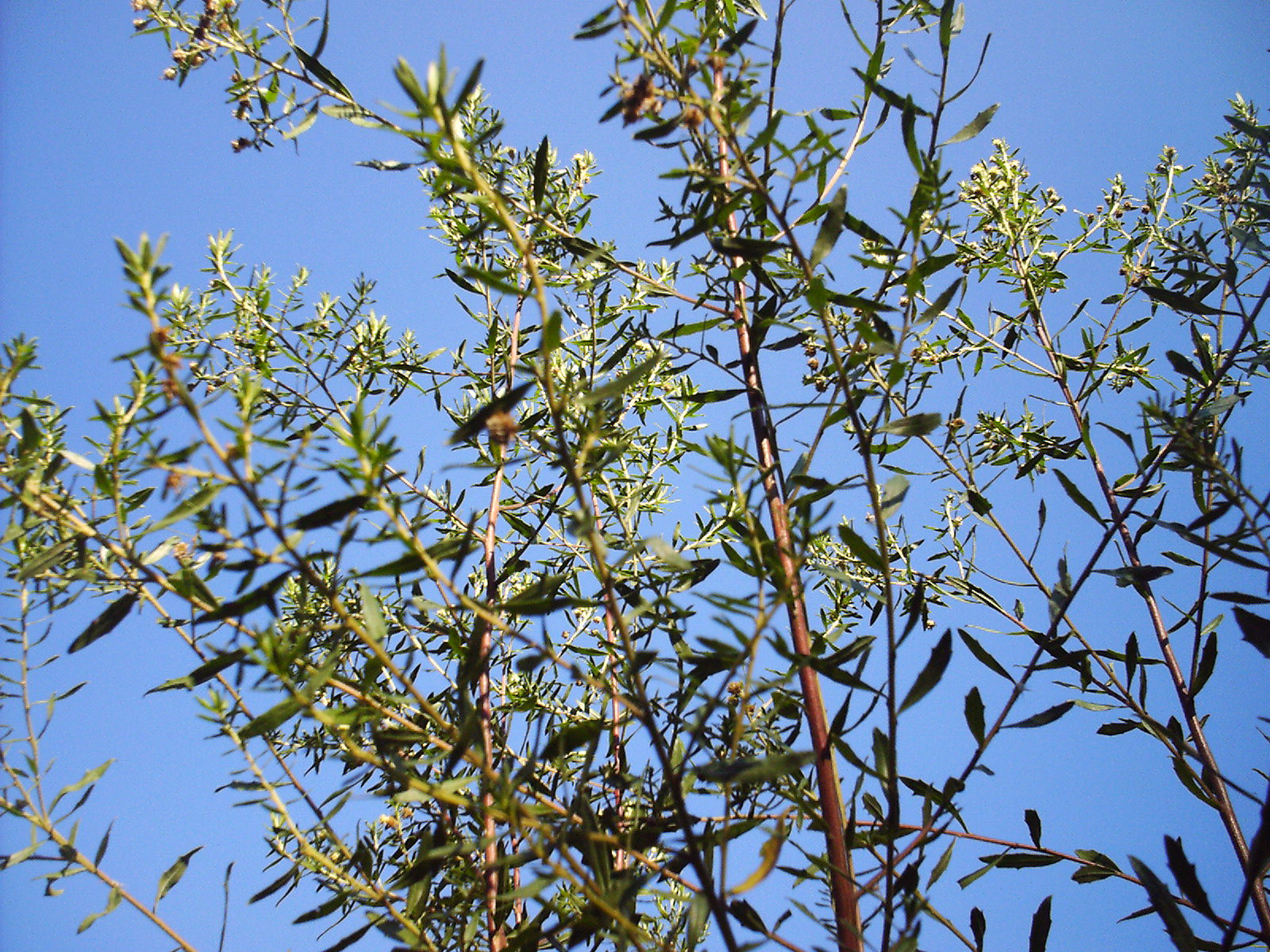
Habitus von Baccharis dracunculifolia

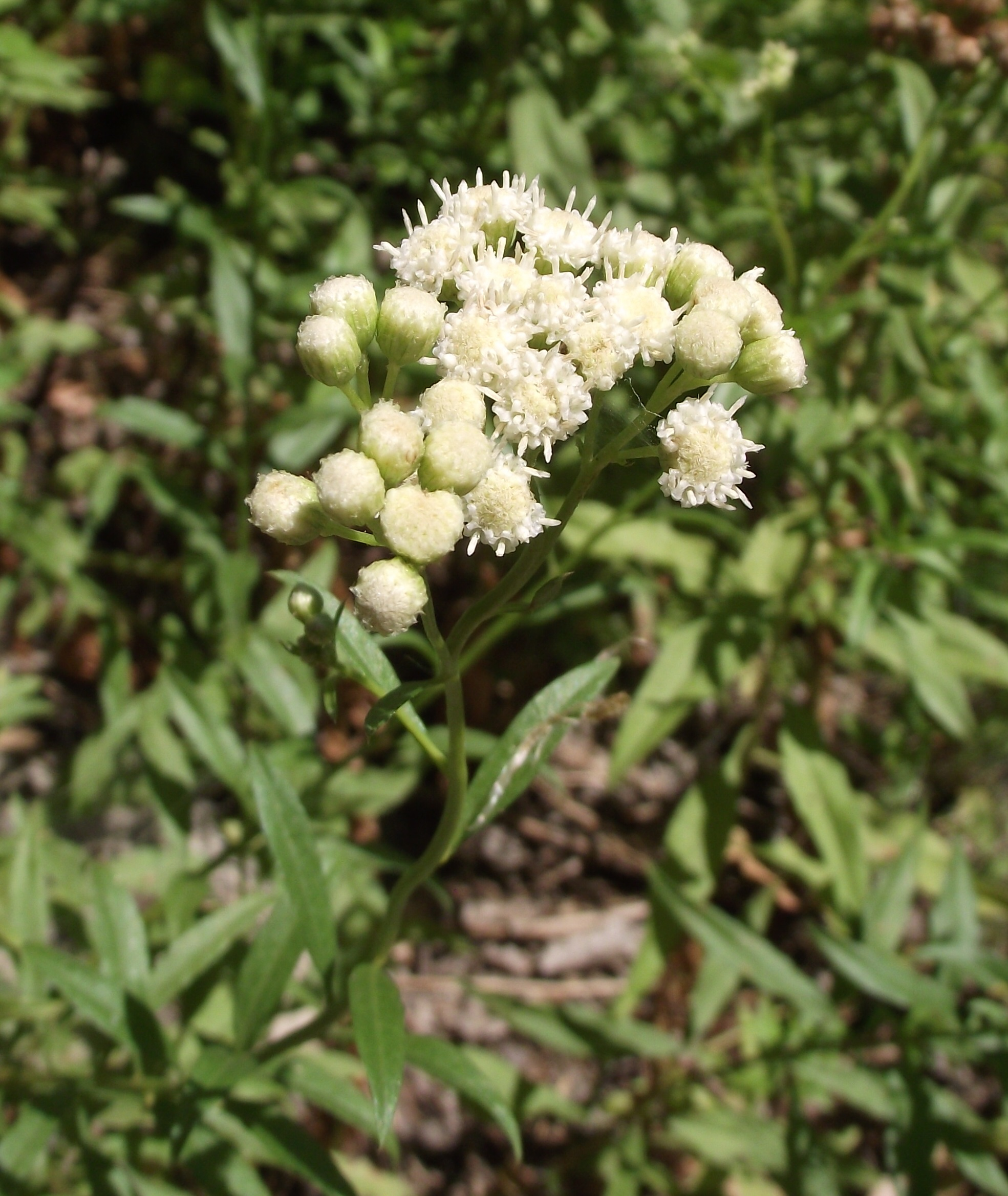
Gesamtblütenstand mit Blütenkörbchen von Baccharis douglasii

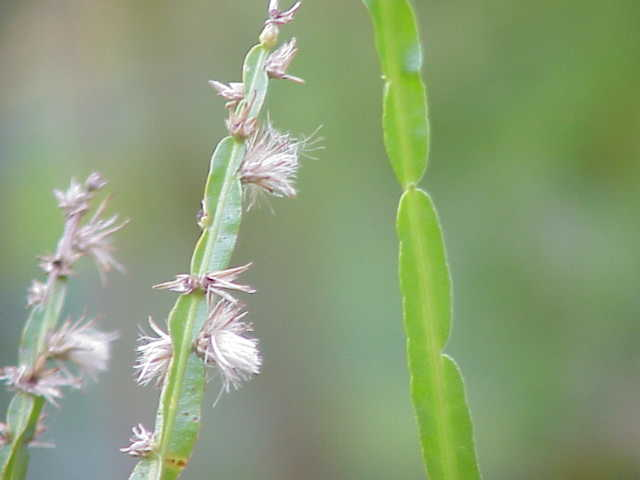
Habitus mit Platykladien und Fruchtständen von Baccharis genistelloides

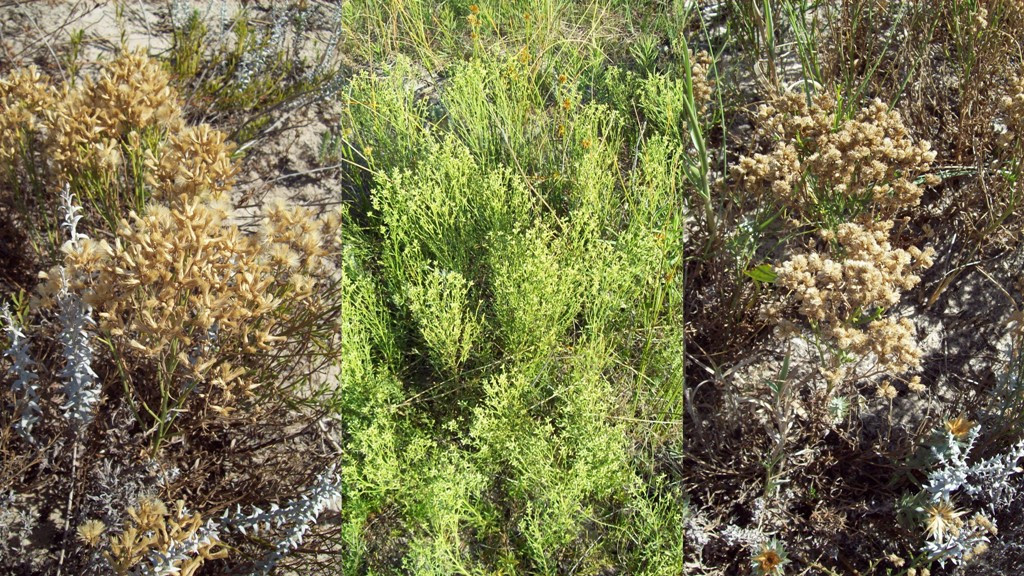
Habitus von Baccharis genistifolia

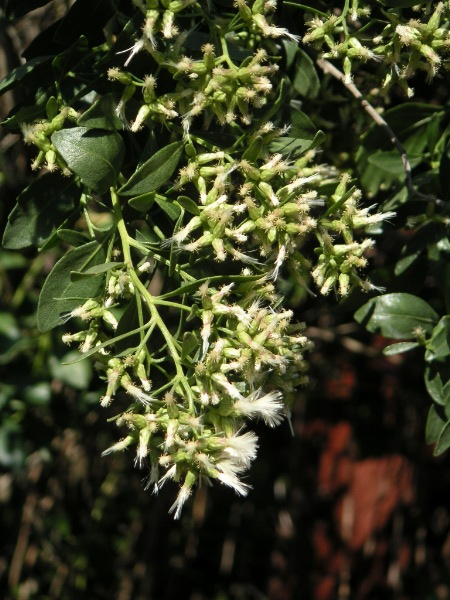
Fruchtstände von Baccharis halimifolia

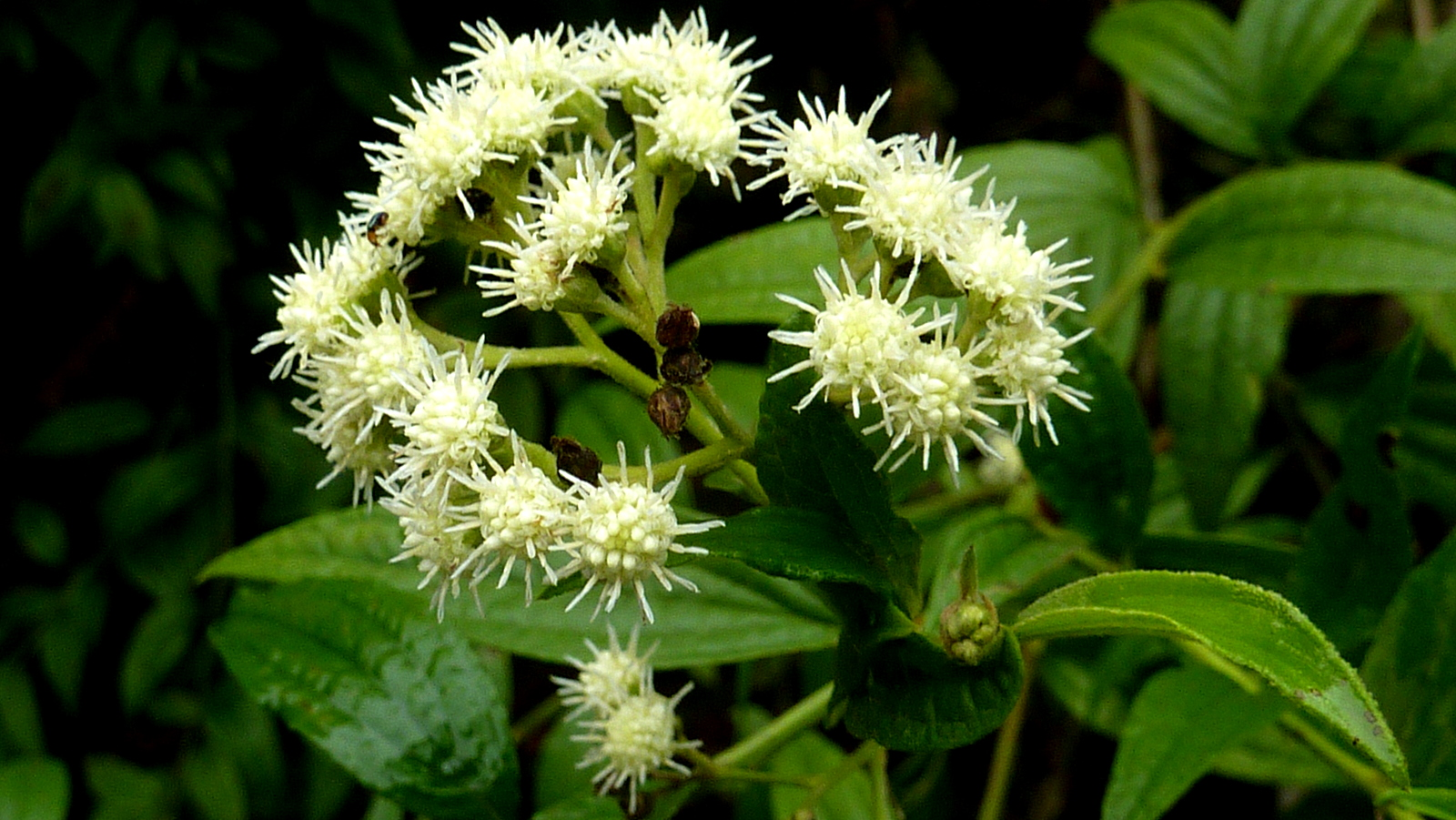
Gesamtblütenstand mit Blütenkörbchen von Baccharis inamoena

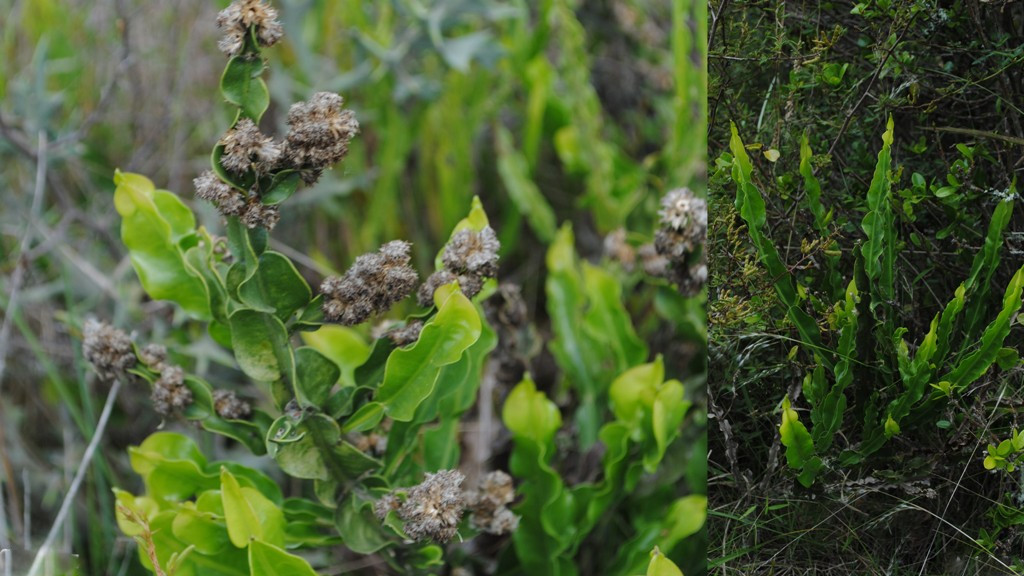
Habitus mit Platykladien von Baccharis jocheniana

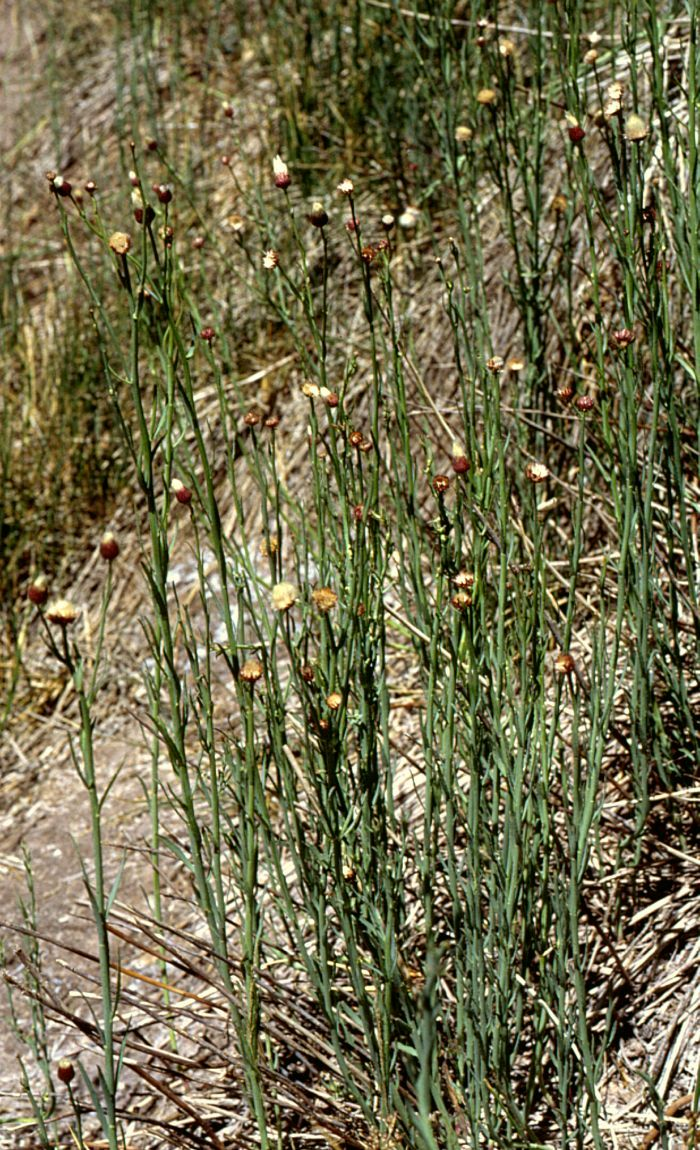
Habitus von Baccharis juncea

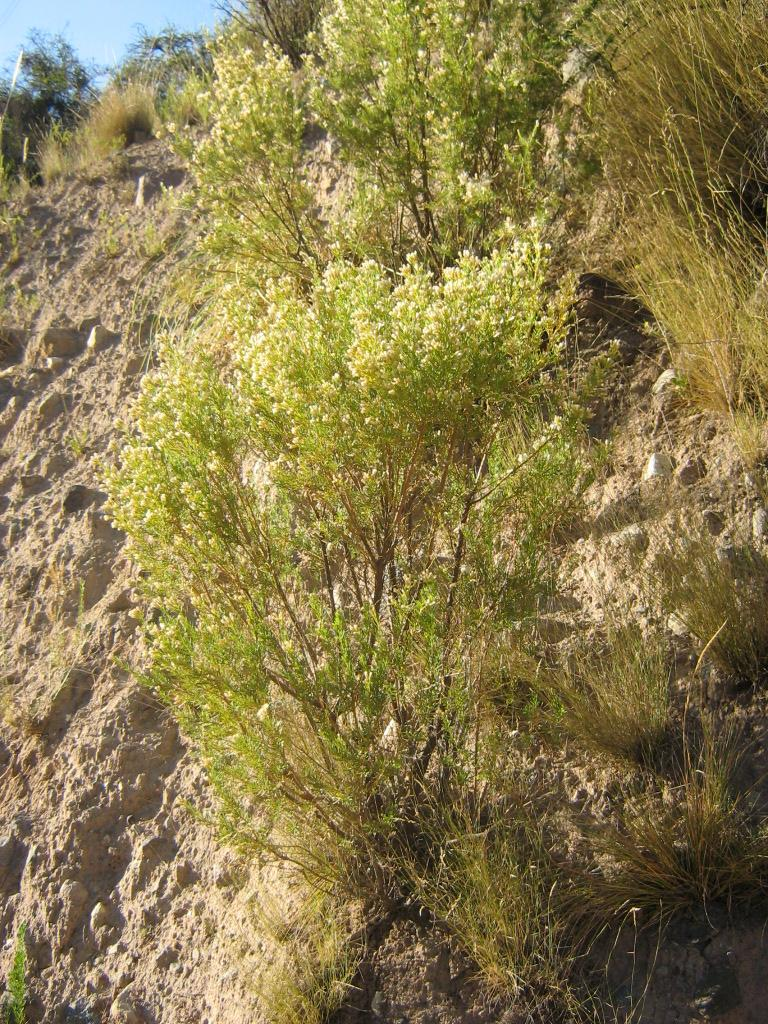
Habitus von Baccharis linearis

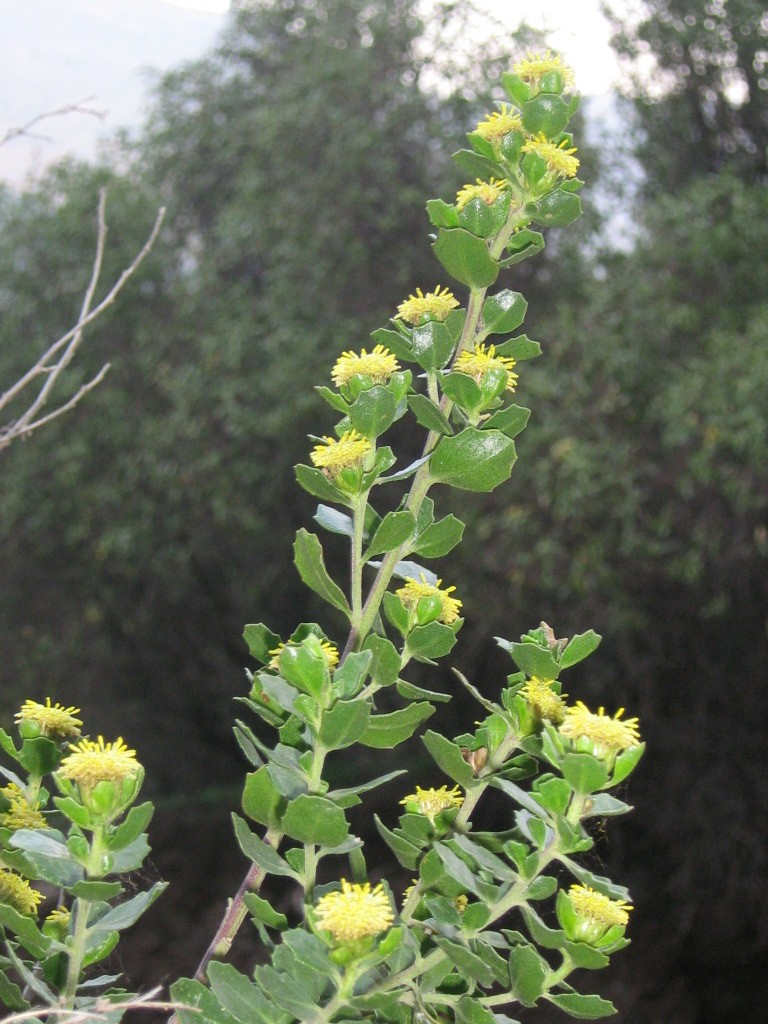
Zweig mit Laubblättern und Blütenkörben von Baccharis rhomboidalis

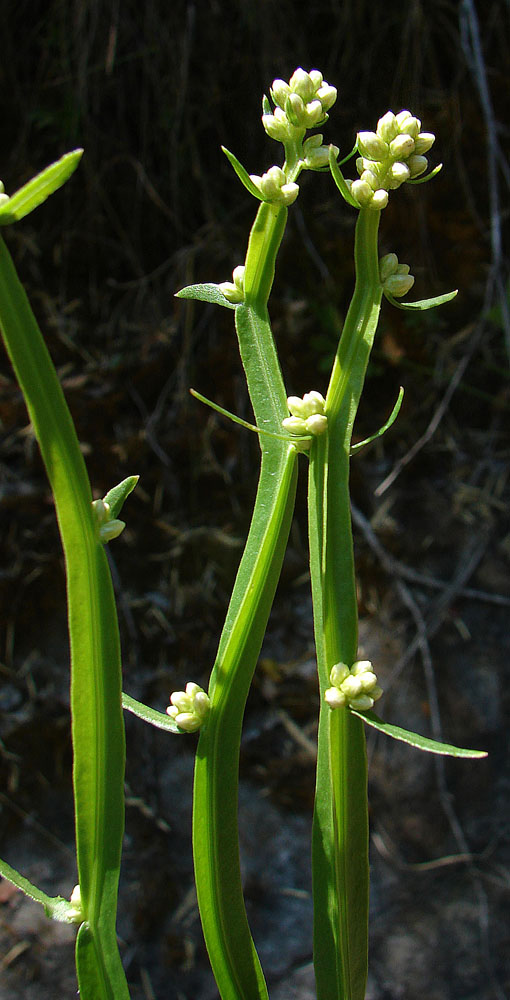
Habitus von Baccharis sagittalis

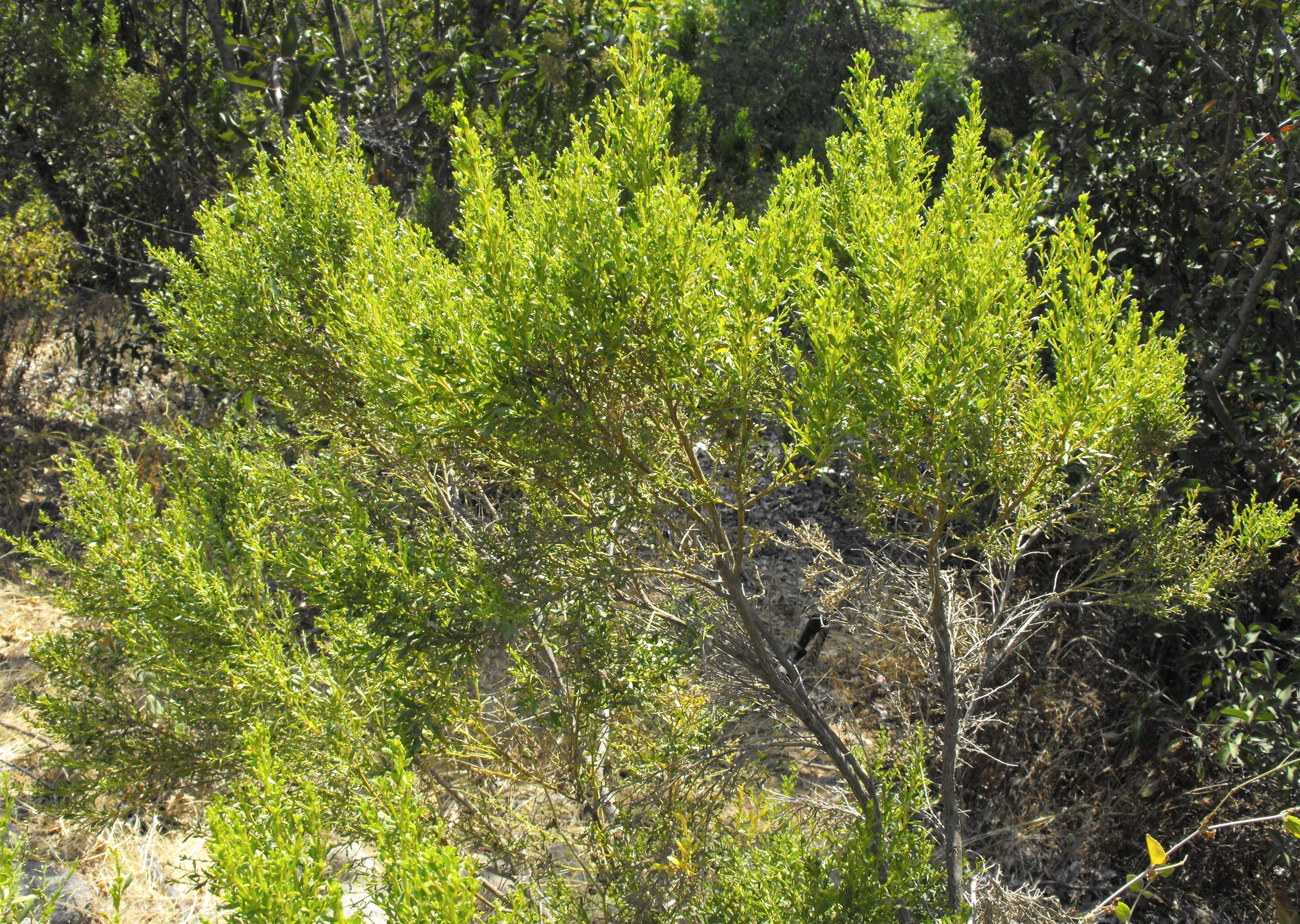
Habitus von Baccharis sarothroides

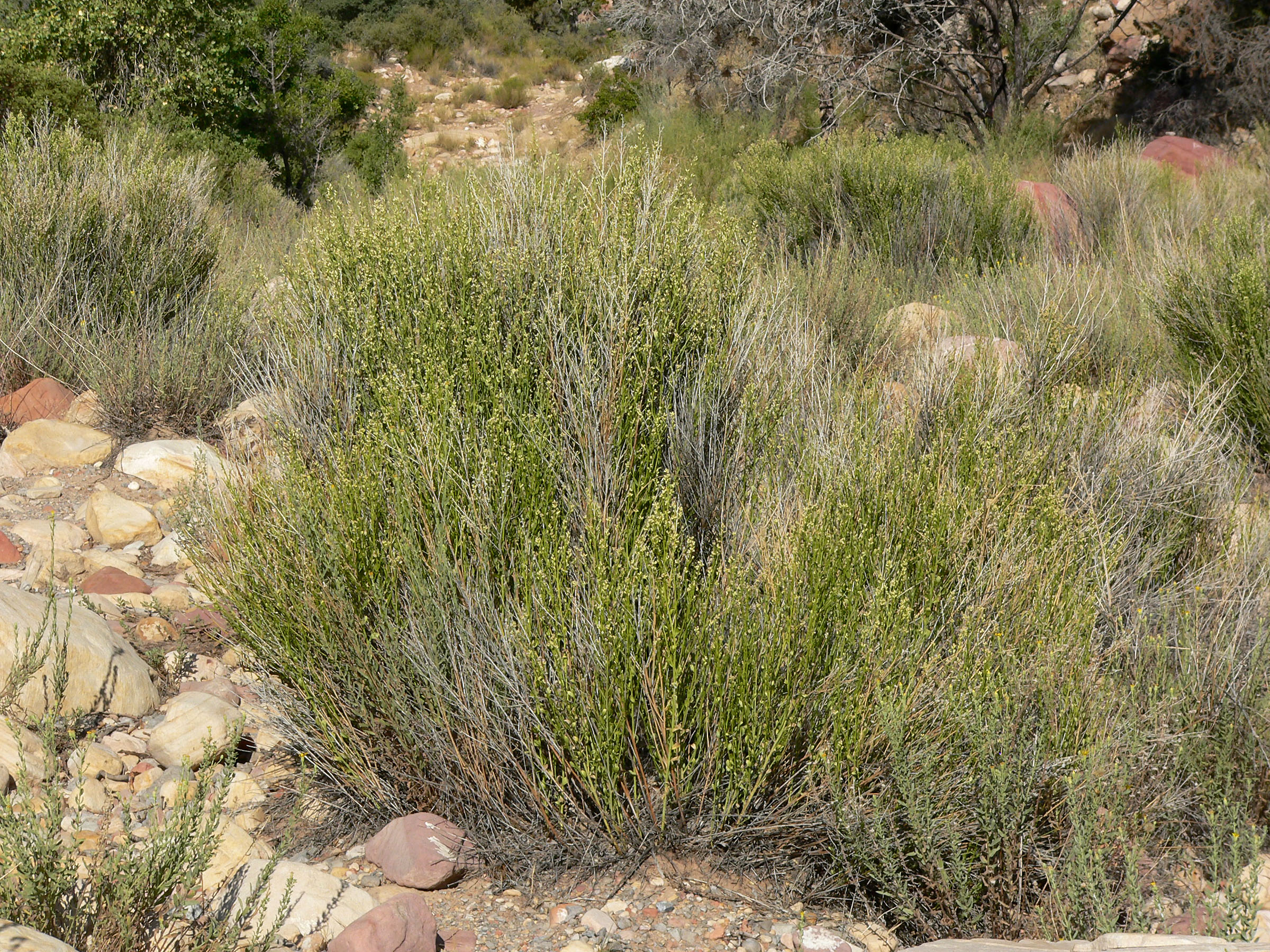
Habitus einer blühenden Baccharis sergiloides

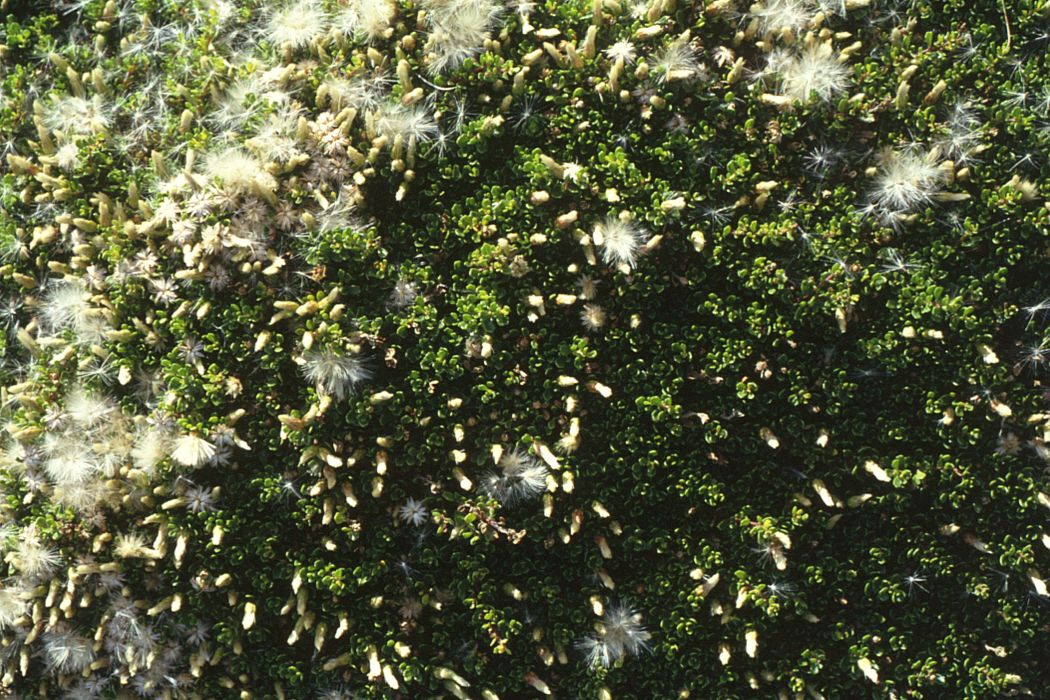
Habitus von Baccharis tricuneata

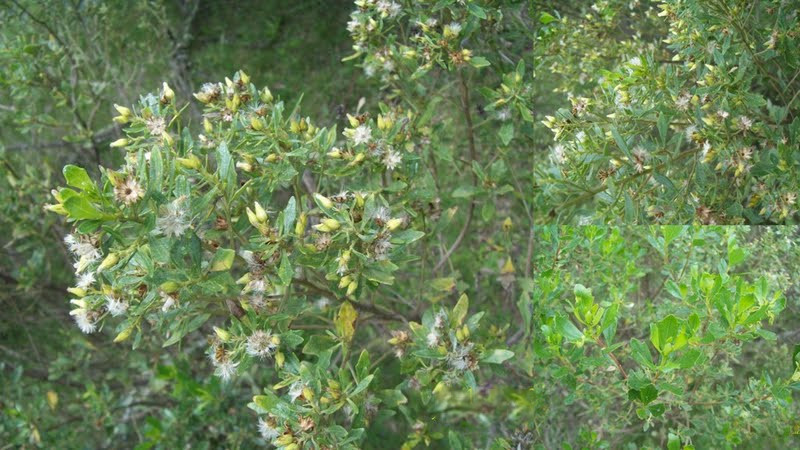
Habitus von Baccharis tridentata

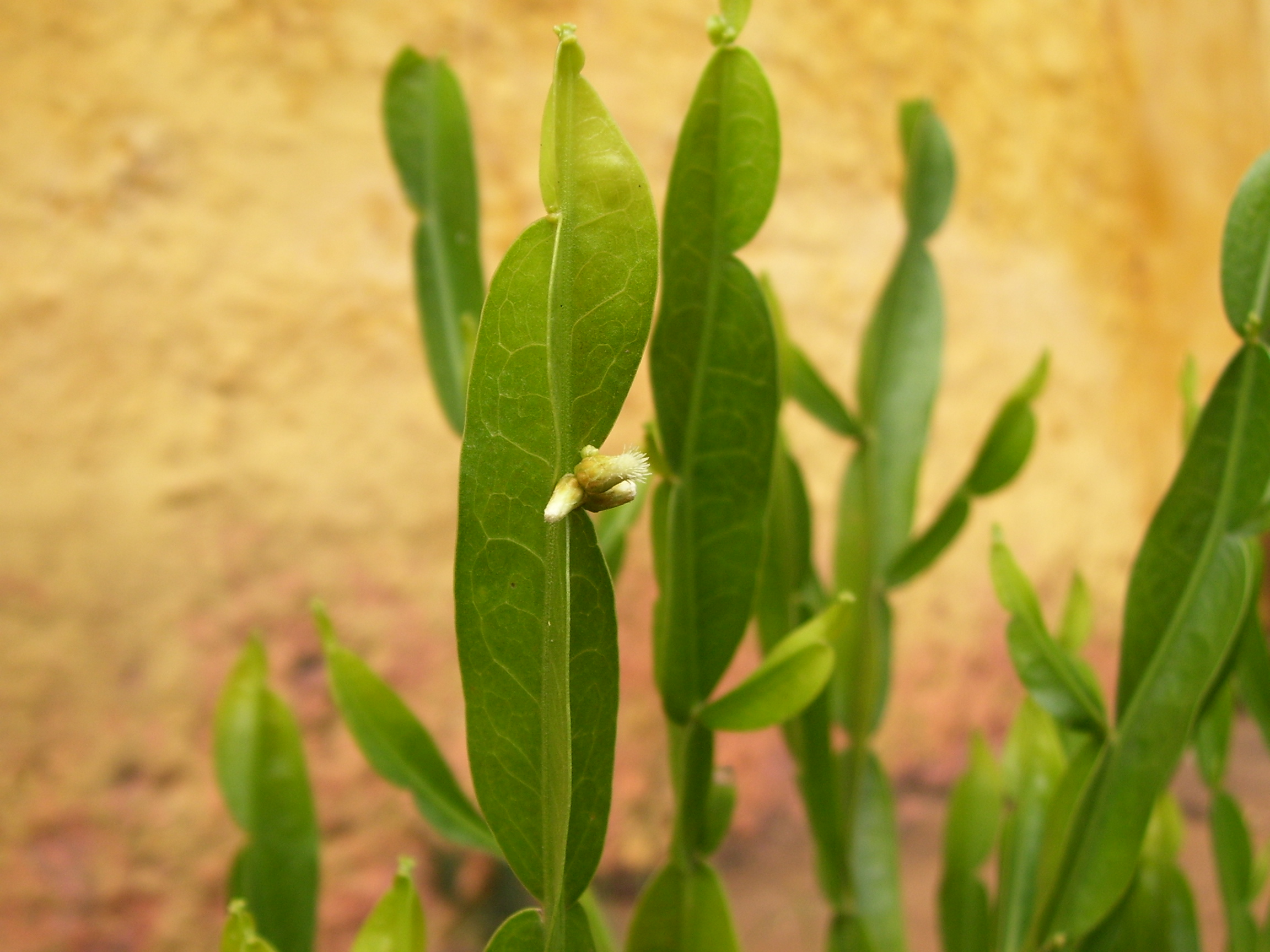
Habitus mit Platykladien und Blütenkörbchen von Baccharis trimera

- Baccharis acaulis (Wedd. ex R.E.Fr.) Cabrera: Sie ist in Argentinien, Bolivien, Chile und Peru verbreitet.[20]
- Baccharis acutata (Alain) Borhidi: Sie kommt nur auf Kuba vor.[20]
- Baccharis alamosana S.F.Blake
- Baccharis alaternoides Kunth
- Baccharis albida Hook. & Arn.
- Baccharis ×alboffii F.H.Hellw.
- Baccharis albolanosa A.S.Oliveira & Deble
- Baccharis aliens Rusby
- Baccharis alleluia A.S.Oliveira & Deble
- Baccharis alnifolia Meyen & Walp. ex Meyen & Walp.
- Baccharis alpestris Gardner
- Baccharis alpina Kunth
- Baccharis altimontana G.Heiden & al.
- Baccharis amambayensis Zardini & Soria
- Baccharis angusticeps Dusén ex Malme
- Baccharis angustifolia Michx.: Sie gedeiht in Salzmarschen der Küsten, in Hammocks, in Hohlformen von Dünen und an Ufern von Fließgewässern in Höhenlagen von 0 bis 20 Metern in den südöstlichen US-Bundesstaaten Alabama, Florida, Georgia, Louisiana, Mississippi, North Carolina sowie South Carolina[3] und kommt auf den Bahamas vor.[17]
- Baccharis angustior (DC.) Britton
- Baccharis anomala DC.
- Baccharis antioquensis Killip & Cuatrec.
- Baccharis ×antucensis F.H.Hellw.
- Baccharis aphylla (Vell.) DC.
- Baccharis apicifoliosa A.A.Schneid. & Boldrini
- Baccharis arassatubaensis Malag.
- Baccharis arbutifolia (Lam.) Vahl
- Baccharis ×arcuata F.H.Hellw.
- Baccharis arenaria Baker
- Baccharis aretioides Turcz.
- Baccharis arizonica Eastw.
- Baccharis artemisioides Hook. & Arn.
- Baccharis articulata (Lam.) Pers.
- Baccharis asperula S.Schauer
- Baccharis auriculigera Hieron.
- Baccharis ×australis F.H.Hellw.
- Baccharis axillaris DC.
- Baccharis ayacuchensis Cuatrec.
- Baccharis bairdii Hook. & Arn.
- Baccharis barragensis Cuatrec.
- Baccharis beckii Joch.Müll.
- Baccharis bifrons Baker
- Baccharis bigelovii A.Gray: Sie kommt von den US-Bundesstaaten Arizona, New Mexico sowie Texas bis zu den mexikanischen Bundesstaaten Chihuahua, Durango sowie Sonora vor.[3]
- Baccharis bogotensis Kunth
- Baccharis boliviensis (Wedd.) Cabrera
- Baccharis boyacensis Cuatrec.
- Baccharis brachylaenoides DC.
- Baccharis brachyphylla A.Gray: Sie kommt von den US-Bundesstaaten Arizona, New Mexico, Texas, Nevada sowie Kalifornien bis zu den mexikanischen Bundesstaaten Baja California, Chihuahua sowie Sonora vor.[3]
- Baccharis brachystachys (Baker) Malag. & J.E.Vidal
- Baccharis bracteolata DC.
- Baccharis brevifolia DC.
- Baccharis breviseta DC.
- Baccharis buchtienii H.Rob.
- Baccharis buddlejoides Kunth
- Baccharis burchellii Baker
- Baccharis buxifolia (Lam.) Pers.
- Baccharis cabrerae Ariza
- Baccharis caespitosa (Ruiz & Pav.) Pers.
- Baccharis caldasiana Cuatrec.
- Baccharis calvescens DC.
- Baccharis campos-portoana Malag.
- Baccharis cana Joch.Müll.
- Baccharis canescens Spreng.
- Baccharis capitalensis Heering
- Baccharis caprariifolia DC.
- Baccharis ×caramavidensis F.H.Hellw.
- Baccharis cataphracta Spreng.
- Baccharis chachapoyasensis Cuatrec.
- Baccharis chilcaura Hieron.
- Baccharis chilco Kunth
- Baccharis × chillanensis F.H.Hellw.
- Baccharis ciliata Gardner
- Baccharis cochensis Hieron.
- Baccharis cognata DC.
- Baccharis concava (Ruiz & Pav.) Pers.: Sie kommt in Chile vor.[17]
- Baccharis ×concavoides F.H.Hellw.
- Baccharis concinna G.M.Barroso
- Baccharis conferta Kunth
- Baccharis confertoides G.L.Nesom
- Baccharis conyzoides (Less.) DC.
- Baccharis cordata Malag.
- Baccharis coridifolia DC.: Sie kommt in Brasilien, Bolivien, Argentinien, Paraguay und Uruguay vor.[17]
- Baccharis coronata Giuliano
- Baccharis corymbosa (Ruiz & Pav.) Pers.
- Baccharis crassicuneata G.L.Nesom
- Baccharis crassipappa Deble & A.S.Oliveira
- Baccharis ×crenatolycioides F.H.Hellw.
- Baccharis cultrata Baker
- Baccharis cundinamarcensis Cuatrec.
- Baccharis curitybensis Heering ex Malme
- Baccharis cutervensis Hieron.
- Baccharis cyanosa Phil.
- Baccharis cymosa Phil.
- Baccharis darwinii Hook. & Arn.
- Baccharis davidsonii Cuatrec.
- Baccharis deblei A.S.Oliveira & Marchiori
- Baccharis decurrens (Vell.) Stellfeld
- Baccharis decussata (Klatt) Hieron. (Syn.: Baccharis moritziana Hieron.): Sie kommt in Bolivien, Peru, Venezuela, Ecuador und Kolumbien vor.[17]
- Baccharis deltoidea Baker
- Baccharis ×demissa F.H.Hellw.
- Baccharis densa (N.E.Br.) V.M.Badillo
- Baccharis densiflora Wedd.
- Baccharis dentata (Vell.) G.M.Barroso
- Baccharis dependens Pers.
- Baccharis dichotoma Heiden & L.D.Meireles
- Baccharis dioica Vahl: Sie kommt in Florida, auf Karibischen Inseln und in Mexiko vor.[3]
- Baccharis divaricata Hauman
- Baccharis douglasii DC.: Sie kommt im westlichen Nordamerika von Oregon über Kalifornien bis Baja California vor.[3]
- Baccharis dracunculifolia DC.: Sie ist von Bolivien, Paraguay, Uruguay bis Brasilien und Argentinien verbreitet.[17]
- Baccharis dubia Deble & A.S.Oliveira
- Baccharis dunensis A.A.Schneid. & G.Heiden
- Baccharis effusa Griseb.
- Baccharis elaeagnoides Steud. ex Baker
- Baccharis elaeoides J.Rémy
- Baccharis elliptica Gardner
- Baccharis emarginata (Ruiz & Pav.) Pers.
- Baccharis erectifolia Steyerm.
- Baccharis erigeroides DC.: Sie kommt in Brasilien vor.[17]
- Baccharis erioclada DC.
- Baccharis erosoricola Rzed.
- Baccharis espadae Cuatrec.
- Baccharis ×exspectata F.H.Hellw.
- Baccharis exyngioides Larrañaga
- Baccharis famatinensis Ariza
- Baccharis flabellata Hook. & Arn.
- Baccharis flexuosa Baker
- Baccharis flexuosiramosa A.A.Schneid. & Boldrini
- Baccharis floribundoides Cuatrec.
- Baccharis fraterna Cuatrec.
- Baccharis ×fraudulenta Malag.
- Baccharis frenguellii Cabrera
- Baccharis friburgensis G.Heiden & al.
- Baccharis frigida Kunth
- Baccharis fusca Turcz.
- Baccharis gaudichaudiana DC.
- Baccharis genistelloides (Lam.) Pers. (inkl. Baccharis crispa Spreng. und Baccharis trimera (Less.) DC.): Sie kommt in etwa zwei Unterarten in Kolumbien, Ecuador, Peru, Bolivien, Brasilien, Argentinien und Chile vor.[17]
- Baccharis genistifolia DC.
- Baccharis gibertii Baker
- Baccharis gilliesii A.Gray
- Baccharis glabra Spreng.
- Baccharis glauca Meyen & Walp.
- Baccharis glaucescens (Chodat & Hassl.) Soria & Zardini
- Baccharis glaziovii Baker
- Baccharis glomerata Joch.Müll.
- Baccharis glomeruliflora Pers.: Sie gedeiht in Hammocks, feuchten Wäldern, Kiefernwäldern, Sümpfen, Bodensenken, Ufern von Fließgewässern und Hohlformen von Dünen in Höhenlagen von 0 bis 100 Metern in den südöstlichen US-Bundesstaaten Alabama, Florida, Georgia, Mississippi, North Carolina sowie South Carolina.[3] Sie soll auf den Bermuda und den Bahamas und vielleicht auch in Kuba vorkommen.[17]
- Baccharis glutinosa Pers. (Syn.: Baccharis angustifolia (Cass.) Desf. ex DC. non Michx., Baccharis douglasii DC., Baccharis pingraea DC.): Sie kommt in Oregon, Kalifornien, Mexiko, Kolumbien, Bolivien, Peru, Brasilien, Argentinien, Chile, Paraguay und Uruguay vor.[17]
- Baccharis gnaphalioides Spreng.
- Baccharis gnidiifolia Kunth: Sie kommt in Bolivien, Peru, Ecuador und Chile vor.[17]
- Baccharis gracilis DC.
- Baccharis granadina Cuatrec.
- Baccharis grandiflora Kunth
- Baccharis grandimucronata Malag.
- Baccharis grisebachii Hieron.
- Baccharis haitiensis Heering
- Baccharis halimifolia L.: Sie ist ursprünglich in Nordamerika von Alaska über Kanada und weite Gebiete der Vereinigten Staaten bis Mexiko, auf den Bahamas sowie Kuba verbreitet.[3] Sie ist in Europa, Georgien, Neuseeland und Australien ein Neophyt.[17]
- Baccharis hambatensis Kunth
- Baccharis havardii A.Gray: Sie kommt von den US-Bundesstaaten New Mexico sowie Texas bis zum mexikanischen Bundesstaat Chihuahua vor.[3]
- Baccharis helichrysoides DC.
- Baccharis heterophylla Kunth
- Baccharis hieronymi Heering
- Baccharis hirta DC.
- Baccharis huairacajensis Hieron.
- Baccharis humilis Sch.Bip. ex Baker
- Baccharis hutchisonii Cuatrec.
- Baccharis hyemalis Deble
- Baccharis hypericifolia Baker
- Baccharis illinita DC.
- Baccharis illinitoides Malag.
- Baccharis inamoena Gardner
- Baccharis incisa Hook. & Arn.
- Baccharis inexpectata Deble & A.S.Oliveira
- Baccharis intermedia DC.
- Baccharis intermixta Gardner
- Baccharis isabelae Soria & Zardini
- Baccharis itatiaiae Wawra
- Baccharis jocheniana G.Heiden & Macias
- Baccharis johnwurdackiana H.Rob.
- Baccharis juncea (Lehm.) Desf.
- Baccharis junciformis DC.
- Baccharis kingii Cuatrec.
- Baccharis klattii Benoist
- Baccharis kraussei Heering ex Reiche
- Baccharis kurtziana Ariza
- Baccharis lancifolia Less.
- Baccharis lateralis Baker
- Baccharis latifolia (Ruiz & Pav.) Pers.: Sie kommt in Kolumbien, Ecuador, Bolivien, Venezuela, Peru und Argentinien vor.[17]
- Baccharis ledifolia Kunth
- Baccharis lehmannii Klatt
- Baccharis leptocephala DC.
- Baccharis leptophylla DC.
- Baccharis leucocephala Dusén
- Baccharis leucopappa DC.
- Baccharis lewisii (H.Rob.) Joch.Müll.
- Baccharis libertadensis (S.B.Jones) H.Rob.
- Baccharis lilloi Heering
- Baccharis linearis (Ruiz & Pav.) Pers.: Sie kommt in Argentinien und in Chile vor.[17]
- Baccharis longii Govaerts
- Baccharis longoattenuata A.S.Oliveira
- Baccharis lundii DC.
- Baccharis lychnophora Gardner
- Baccharis lycioides J.Rémy
- Baccharis macraei Hook. & Arn.
- Baccharis macrantha Kunth
- Baccharis macrocephala Sch.Bip. ex Greenm.
- Baccharis macrophylla Dusén
- Baccharis malibuensis R.M.Beauch. & Henrickson: Dieser gefährdete Endemit gedeiht an offenen grasigen Standorten und im Chaparral in Höhenlagen von 100 bis 300 Metern nur im Einzugsgebiet des Malibu Creek in den Santa Monica Bergen im kalifornischen Los Angeles County.[3]
- Baccharis malmei Joch.Müll.
- Baccharis mandonii Sch.Bip. ex Klatt
- Baccharis marcetiaefolia Benth.
- Baccharis martiana Colla
- Baccharis maxima Baker
- Baccharis megapotamica Spreng.: Sie ist in Paraguay, Uruguay, Brasilien sowie Argentinien verbreitet.[17]
- Baccharis melanopotamica Speg.
- Baccharis mesoneura DC.
- Baccharis mexicana Cuatrec.
- Baccharis meyeniana Walp.
- Baccharis microcephala (Less.) DC.
- Baccharis microdonta DC.
- Baccharis milleflora (Less.) DC.
- Baccharis minutiflora Mart. ex Baker
- Baccharis mocoafluminis Cuatrec.
- Baccharis mollis Kunth
- Baccharis monoica G.L.Nesom
- Baccharis montana DC.
- Baccharis muelleri Baker
- Baccharis multiflora Kunth
- Baccharis multifolia A.S.Oliveira, Deble & Marchiori
- Baccharis mutisiana Cuatrec.
- Baccharis mylodontis F.H.Hellw.
- Baccharis myricifolia DC.
- Baccharis myriocephala DC.
- Baccharis myrsinites (Lam.) Pers.
- Baccharis neaei DC.
- Baccharis neglecta Britton: Sie kommt in Texas und in den mexikanischen Bundesstaaten Chihuahua, Coahuila, Nuevo León, San Luis Potosí sowie Tamaulipas vor.[3]
- Baccharis nervosa DC.
- Baccharis niederleinii Heering
- Baccharis nipensis Urb.
- Baccharis nitida (Ruiz & Pav.) Pers.
- Baccharis nivalis (Wedd.) Sch.Bip. ex Phil.
- Baccharis notosergila Griseb.
- Baccharis nummularia Heering ex Malme
- Baccharis oblongifolia (Ruiz & Pav.) Pers.
- Baccharis obovata Hook. & Arn.
- Baccharis occidentalis S.F.Blake
- Baccharis ochracea Spreng.
- Baccharis oleifolia Mart. ex Colla
- Baccharis opuntioides Mart. ex Baker
- Baccharis orbiculata Deble & A.S.Oliveira
- Baccharis orbignyana Klatt
- Baccharis oreophila Malme
- Baccharis organensis Baker
- Baccharis orientalis Alain
- Baccharis ovata Sieber
- Baccharis oxyodonta DC.
- Baccharis pachycephala Hieron.
- Baccharis padifolia Hieron.
- Baccharis pallida Heering ex Reiche
- Baccharis palmeri Greenm.
- Baccharis palustris Heering
- Baccharis pampeana A.S.Oliveira, Deble & Marchiori
- Baccharis paniculata DC.
- Baccharis papillosa Rusby
- Baccharis paramicola Cuatrec.
- Baccharis paranensis Heering & Dusén
- Baccharis parvidentata Malag.
- Baccharis pascensis Hieron.
- Baccharis patagonica Hook. & Arn.: Sie kommt in Argentinien und in Chile vor.[17]
- Baccharis patens Baker
- Baccharis pauciflosculosa DC.
- Baccharis pedersenii Cabrera
- Baccharis pedunculata (Mill.) Cabrera (Syn.: Baccharis cotinifolia (Willd.) Urb.): Sie kommt in Mittelamerika, in nördlichen und westlichen Südamerika und auf Inseln in der Karibik vor.[17]
- Baccharis pellucida Hieron.
- Baccharis pendonta Malme
- Baccharis penningtonii Heering
- Baccharis pentaptera (Less.) DC. (Syn.: Baccharis stenocephala Baker): Sie kommt in Argentinien und in Brasilien vor.[17]
- Baccharis pentlandii DC.
- Baccharis pentodonta Malme
- Baccharis perulata Kuntze
- Baccharis petraea Heering
- Baccharis petrophila R.E.Fr.
- Baccharis philipensis Kunth
- Baccharis phlogopappa DC.
- Baccharis phylicifolia DC.
- Baccharis phylicoides Kunth
- Baccharis phyteuma Heering
- Baccharis phyteumoides (Less.) DC.
- Baccharis pilcensis F.H.Hellw.
- Baccharis pilularis DC.: Es gibt zwei Unterarten:[3]
- Baccharis pilularis subsp. consanguinea (DC.) C.B.Wolf: Sie kommt in Oregon, Kalifornien, New Mexico und in Baja California vor.[3]
- Baccharis pilularis DC. subsp. pilularis: Sie gedeiht nur an exponierten Klippen und Stränden der kalifornischen Küsten in Höhenlagen von 0 bis 100 Metern.[3]
- Baccharis platypoda DC.
- Baccharis plummerae A.Gray: Es gibt zwei Unterarten in Kalifornien:[3]
  - Baccharis plummerae subsp. glabrata Hoover: Dieser gefährdete Endemit gedeiht nur an der Küste in der Santa Lucia Bergkette im nordwestlichen Teil des kalifornischen San Luis Obispo County.[3]
  - Baccharis plummerae A.Gray subsp. plummerae: Dieser Endemit gedeiht in Höhenlagen von 0 bis 1000 Metern nur in den Santa Monica Bergen im Los Angeles County, iom Matilija Canyon im Ventura County, an den Westhängen der Santa Ynez Bergen und auf der Insel Santa Cruz im Ventura County.[3]
- Baccharis pohlii (Baker) Deble & A.S.Oliveira
- Baccharis polifolia Griseb.
- Baccharis polygama Ariza
- Baccharis polyphylla Gardner
- Baccharis potosiensis H.Rob.
- Baccharis prunifolia Kunth
- Baccharis psammophila Malme
- Baccharis ×pseudolycioides F.H.Hellw.
- Baccharis pseudomyriocephala Malag.
- Baccharis ×pseudoneaei F.H.Hellw.
- Baccharis ×pseudopalenae F.H.Hellw.
- Baccharis ×pseudopilcensis F.H.Hellw.
- Baccharis pseudotenuifolia Malag.
- Baccharis pseudovaccinioides Malag.
- Baccharis pseudovillosa L.Teodoro & Vidal
- Baccharis ptarmicifolia DC.
- Baccharis pteronioides DC. (Syn.: Baccharis ramulosa (DC.) A.Gray): Sie kommt in Texas, Arizona, New Mexico und in Mexiko vor.[17][3]
- Baccharis pulchella Sch.Bip. ex Griseb.
- Baccharis pululahuensis Hieron.
- Baccharis pumila Joch.Müll.
- Baccharis punctulata DC.
- Baccharis pycnantha Phil.
- Baccharis quitensis Kunth
- Baccharis racemosa (Ruiz & Pav.) DC.: Sie kommt in Argentinien und in Chile vor.[17]
- Baccharis ramboi G.Heiden & Macias
- Baccharis ramiflora A.Gray
- Baccharis raulii S.Díaz & Cuatrec.
- Baccharis regnellii Sch.Bip.
- Baccharis retamoides Phil.
- Baccharis reticularia DC.
- Baccharis reticulata (Ruiz & Pav.) Pers.
- Baccharis retusa DC.
- Baccharis revoluta Kunth
- Baccharis rhexioides Kunth: Sie ist von Mexiko über Zentral- bis Südamerika verbreitet.[17]
- Baccharis rhomboidalis J.Rémy
- Baccharis riograndensis Malag. & J.E.Vidal
- Baccharis rivularis Gardner
- Baccharis rodriguezii Ariza
- Baccharis rosmarinus (Vell.) Peckolt ex Soares da Cunha
- Baccharis rotundifolia Phil.
- Baccharis rufidula (Spreng.) Joch.Müll.
- Baccharis rupestris Heering
- Baccharis rupicola Kunth
- Baccharis sagittalis (Less.) DC.
- Baccharis salicifolia (Ruiz & Pav.) Pers. (Syn.: Baccharis confertifolia Bertero, Baccharis monoica G.L.Nesom): Sie kommt in etwa vier Unterarten von Nordamerika (Arizona, Kalifornien, Colorado, Nevada, New Mexico, Texas, Utah[3]) über Mexiko und Zentral- bis Südamerika vor.[17]
- Baccharis salicina Torr. & A.Gray (Syn.: Baccharis salicifolia Nutt. non (Ruiz & Pavón) Persoon, Baccharis emoryi A.Gray): Sie kommt in den US-Bundesstaaten Arizona, Kalifornien, Colorado, Kansas, Nevada, New Mexico, Texas, Oklahoma sowie Utah und in den nördlichen mexikanischen Bundesstaaten Baja California, Chihuahua, Coahuila, Durango sowie Sonora vor.[3]
- Baccharis saliens Rusby
- Baccharis salzmannii DC.
- Baccharis samensis Joch.Müll.
- Baccharis santiagensis Heering ex Reiche
- Baccharis sarothroides A.Gray: Sie kommt in Kalifornien, Arizona, New Mexico, Texas und in den mexikanischen Bundesstaaten Baja California, Baja California Sur, Sinaloa sowie Sonora vor.[3]
- Baccharis saxatilis Joch.Müll.
- Baccharis scabra (Ruiz & Pav.) Pers.
- Baccharis scabridula Brandegee
- Baccharis scabrifolia G.Heiden
- Baccharis scandens (Ruiz & Pav.) Pers.
- Baccharis schomburgkii Baker
- Baccharis schultzii Baker
- Baccharis scoparia (L.) Sw.
- Baccharis scoparioides Griseb.
- Baccharis sculpta Griseb.
- Baccharis selloi Baker
- Baccharis ×septentrionalis F.H.Hellw.
- Baccharis sergiloides A.Gray: Sie kommt in US-Bundesstaaten Arizona, Kalifornien, Nevada sowie Utah und in den nördlichen mexikanischen Bundesstaaten Baja California sowie Sonora vor.[3]
- Baccharis serraefolia DC.
- Baccharis serranoi H.Rob.
- Baccharis serrula Sch.Bip. ex Baker
- Baccharis sessiliflora Vahl
- Baccharis sessilifolia (Less.) DC.
- Baccharis shaferi Britton
- Baccharis singularis (Vell.) G.M.Barroso
- Baccharis sinuata Kunth
- Baccharis sordescens DC.
- Baccharis spartea Benth.
- Baccharis spartioides (Hook. & Arn. ex DC.) J.Rémy
- Baccharis ×spegazzinii F.H.Hellw.
- Baccharis sphaerocephala Hook. & Arn.
- Baccharis spicata (Lam.) Baill.
- Baccharis steetzii Andersson
- Baccharis stenophylla Ariza
- Baccharis stuebelii Hieron.
- Baccharis stylosa Gardner
- Baccharis ×subaequalis F.H.Hellw.
- Baccharis subalata Wedd.
- Baccharis subbimera Hieron.
- Baccharis subdentata DC.
- Baccharis suberectifolia A.S.Oliveira & Deble
- Baccharis subopposita DC.
- Baccharis subtropicalis G.Heiden
- Baccharis sulcata DC.
- Baccharis taltalensis I.M.Johnst.
- Baccharis tandilensis Speg.
- Baccharis ×tarapacana F.H.Hellw.
- Baccharis tarchonanthoides Baker
- Baccharis tarmensis Cuatrec.
- Baccharis teindalensis Kunth: Sie kommt in Kolumbien und Ecuador vor.[17]
- Baccharis tenella Hook. & Arn.
- Baccharis tenuicapitulata Joch.Müll.
- Baccharis tenuifolia L.
- Baccharis texana (Torr. & A.Gray) A.Gray: Sie kommt in US-Bundesstaaten Oklahoma, New Mexico sowie Texas und in den nördlichen mexikanischen Bundesstaaten Coahuila, Nuevo León sowie Tamaulipas vor.[3]
- Baccharis thesioides Kunth (Syn.: Baccharis alamosana S.F.Blake): Sie kommt in US-Bundesstaaten Arizona sowie New Mexico und in Mexiko vor.[3]
- Baccharis thymifolia Hook. & Arn.
- Baccharis torricoi Joch.Müll.
- Baccharis toxicaria Rojas
- Baccharis triangularis Hauman
- Baccharis tricuneata (L. f.) Pers.
- Baccharis tridentata Vahl
- Baccharis trilobata A.S.Oliveira & Marchiori
- Baccharis trimeroides Malme
- Baccharis trineura Soria & Zardini
- Baccharis truncata Gardner
- Baccharis tucumanensis Hook. & Arn.
- Baccharis uleana Malag.
- Baccharis ulicina Hook. & Arn.
- Baccharis uncinella DC.
- Baccharis uniflora (Ruiz & Pav.) Pers.
- Baccharis urvilleana Brongn.
- Baccharis usterii Heering
- Baccharis vacciniifolia Cuatrec.
- Baccharis vaccinioides Kunth
- Baccharis vanessae R.M.Beauch.: Dieser gefährdete Endemit gedeiht im Chaparral und Wäldern aus Pinus torreyana in Höhenlagen von 60 bis 300 Metern nur im küstennahen Bereich des kalifornischen San Diego County vor.[3]
- Baccharis venosa (Ruiz & Pav.) Pers.
- Baccharis venulosoides Malag.
- Baccharis vernalis F.H.Hellw.
- Baccharis vernicosa Hook. & Arn.
- Baccharis vincifolia Baker
- Baccharis vismioides DC.
- Baccharis volubilis Kunth
- Baccharis vulneraria Baker
- Baccharis wendlandii Steud.
- Baccharis woodii Joch.Müll.
- Baccharis wrightii A.Gray: Sie kommt in den US-Bundesstaaten Arizona, Colorado, Kansas, New Mexico, Oklahoma, Texas sowie Utah und in den mexikanischen Bundesstaaten Chihuahua, Durango sowie Sonora vor.[3]
- Baccharis xiphophylla Baker
- Baccharis zamoranensis Rzed.
- Baccharis zoellneri F.H.Hellw.
- Baccharis zongoensis Joch.Müll.
- Baccharis zumbadorensis V.M.Badillo